# Народный музей Сергей Есенина (Воронеж)
Народный музей Сергей Есенина — учреждение культуры историко-литературной направленности города Воронеж. Имеет негосударственный статус. Находится на улице Карла Маркса, д. 112.

## История

Основан в 2010 году. Инициатором создания выступил воронежский меценат Владимир Бубнов. Идея создания музея Сергея Есенина появилась после установки в 2006 году в Воронеже, на перекрестке улиц Кардашова и Карла Маркса, памятника великому поэту. Памятник был установлен при поддержке мецената Владимира Бубнова и народного артиста РФ Сергея Безрукова.
Музей был торжественно открыт 23 марта 2012 года, в церемонии открытия приняли участие руководство города Воронежа и Воронежской области — мэр города Сергей Михайлович Колиух, первый заместитель председателя Правительства Воронежской области Владимир Попов, руководители городского и областного департаментов культуры Иван Чухнов и Иван Образцов, Сергей Безруков.
Создание музея поддержала администрация Воронежа и Воронежской области выделив помещение для будущего музея. Материалы для музея были переданы ему в дар сотнями сочувствующих людей, музей получил книги и различные предметы, связанные с жизнью С. Есенина. В числе дарителей музею архитектор Анатолий Бородецкий, подаривший самовары XIX века, писатель Виктор Будаков, передавший книги из своей библиотеки, в том числе с автографами сестры Есенина Александры и переводчика Айседоры Дункан Ильи Шнейдера. Сергей Безруков подарил швейцарский колокольчик из дома Асейдоры Дункан и костюмы, в которых снимался сам в фильме «Есенин. История одного убийства» режиссера Игоря Зайцева.
Сотрудники музея поэта на его родине, в селе Константиново, из своих материалов организовали на площадях воронежского музея временную экспозицию, представив письма, литературные материалы, фотографии, документы и личные вещи Есенина — шкатулку, жилет, платок.
Проект оформления фасада музея выполнил архитектор Станислав Сорокин, а проект входа в музей («шляпы») создал художник Александр Попов.
Ранее в Воронеже существовал Общественный музей С. А. Есенина (ул. Донбасская, д. 3), открытый 2 октября 1995 года к 100-летию со дня рождения поэта. Основателем и хранителем музея был Егор Иванович Иванов, создавший музей на собственные средства. Впоследствии Общественный музей был закрыт.
Экспонаты музея выставлялись на российских (в Константиново) и зарубежных выставках, связанных с С. А. Есениным (Париж, Ницца, Бордо и Версаль) .

## Экспозиция
Музей ставит своей целью сохранение и распространение наследия русского поэта Сергея Есенина (1895—1925).
Экспозиция размещена в двух выставочных залах первого этажа. Имеются также концертный зал на 50 мест и библиотека в цокольных помещениях.
Первый зал музея, «Знакомый ваш — Сергей Есенин», имеет черты концертного зала, что находится в связи публичностью Сергея Есенина, как поэта, чрезвычайно популярного в годы расцвета его таланта, много выступавшего на различных эстрадах, в концертных залах мира. Цветовой колорит зала в золотисто-синих тонах вторит частым упоминаниям синего цвета в стихах Есенина («Синий май. Заревая теплынь», «Весенний вечер. Синий час», «Только синь сосет глаза», «Несказанное, синее, нежное», «Стережет голубую Русь Старый клен на одной ноге», «О, Русь — малиновое поле И синь, упавшая в реку» и т. д.). Центром экспозиции первого зала служит большой портрет поэта, специально написанный для музея заслуженным художником России Евгением Щегловым. Экспонаты зала расположены по биографо-временному принципу, поэтапно рассказывают о частной и творческой жизни Есенина: родное село Есенина Константиново; три года жизни начинающего поэта в Москве — типография «Товарищества Сытина», Суриковский кружок, народный университет Шанявского; первые публикации; Петроград — литературная столица России, лучшие газеты, журналы, издательства. Роман с гением танца Айседорой Дункан; заграничное турне. Возвращение на родину и разрыв с Дункан. Слава хулигана и скандалиста; начало травли и провокации троцкистов. Поездка на Кавказ, к Черному и Каспийскому морям; знакомство с Востоком, увлечение средневековыми восточными поэтами: Саади, Фирдоуси, Гассаном, Хайямом; создание «Персидских мотивов». Последний год жизни поэта — 1925. В последней витрине представлена копия с уникальной посмертной маски поэта.
Во втором зале представлены прижизненные издания поэта, публикации о нём, книги с автографами сестры поэта Александры, секретаря Дункан Ильи Шнейдера, материалы о Сергее Безрукове, модели памятников Есенину, установленных в 1995 году на Тверском бульваре в Москве и в 2007 году на родине поэта в селе Константиново. В зале имеется большой плазменный экран, в режиме непрерывного повтора транслирующий сюжеты кинохроники, запечатлевшие Есенина на открытии памятника Алексею Кольцову в Москве (1918) и кадры съёмок во время заграничного турне с Дункан. Всего в собрании музея 173 картины.

## Галерея

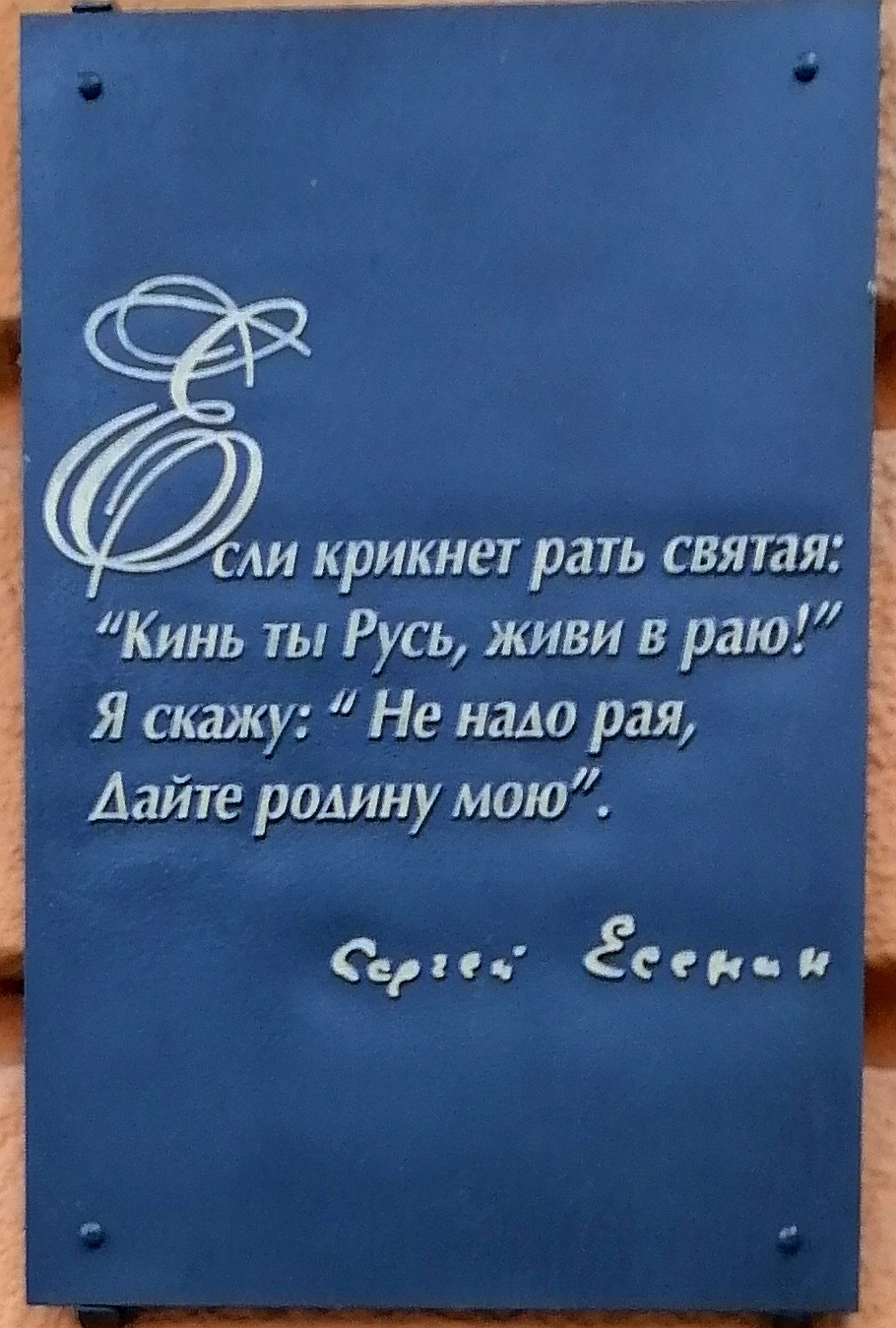
Доска на стене музея
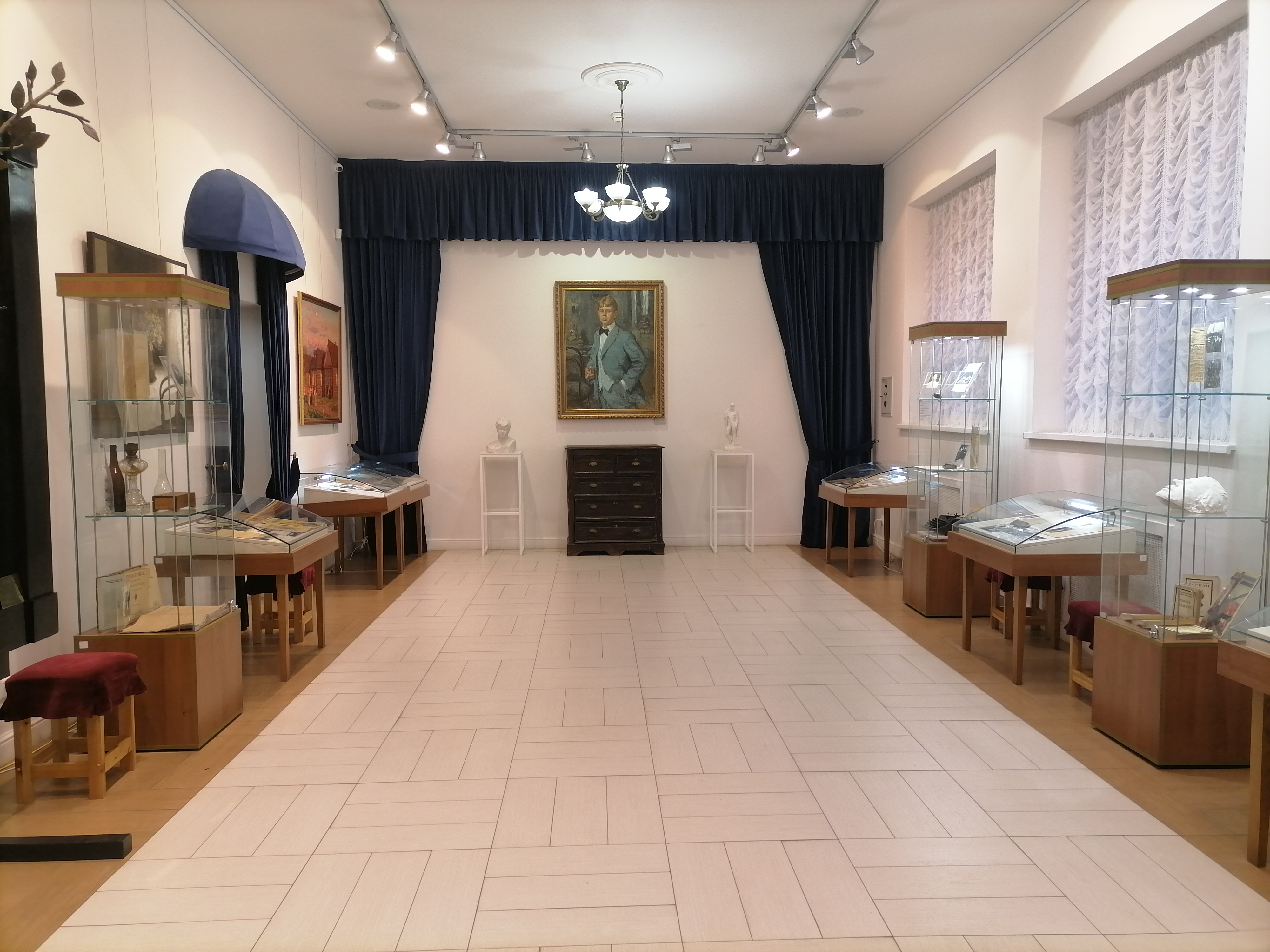
Первый зал
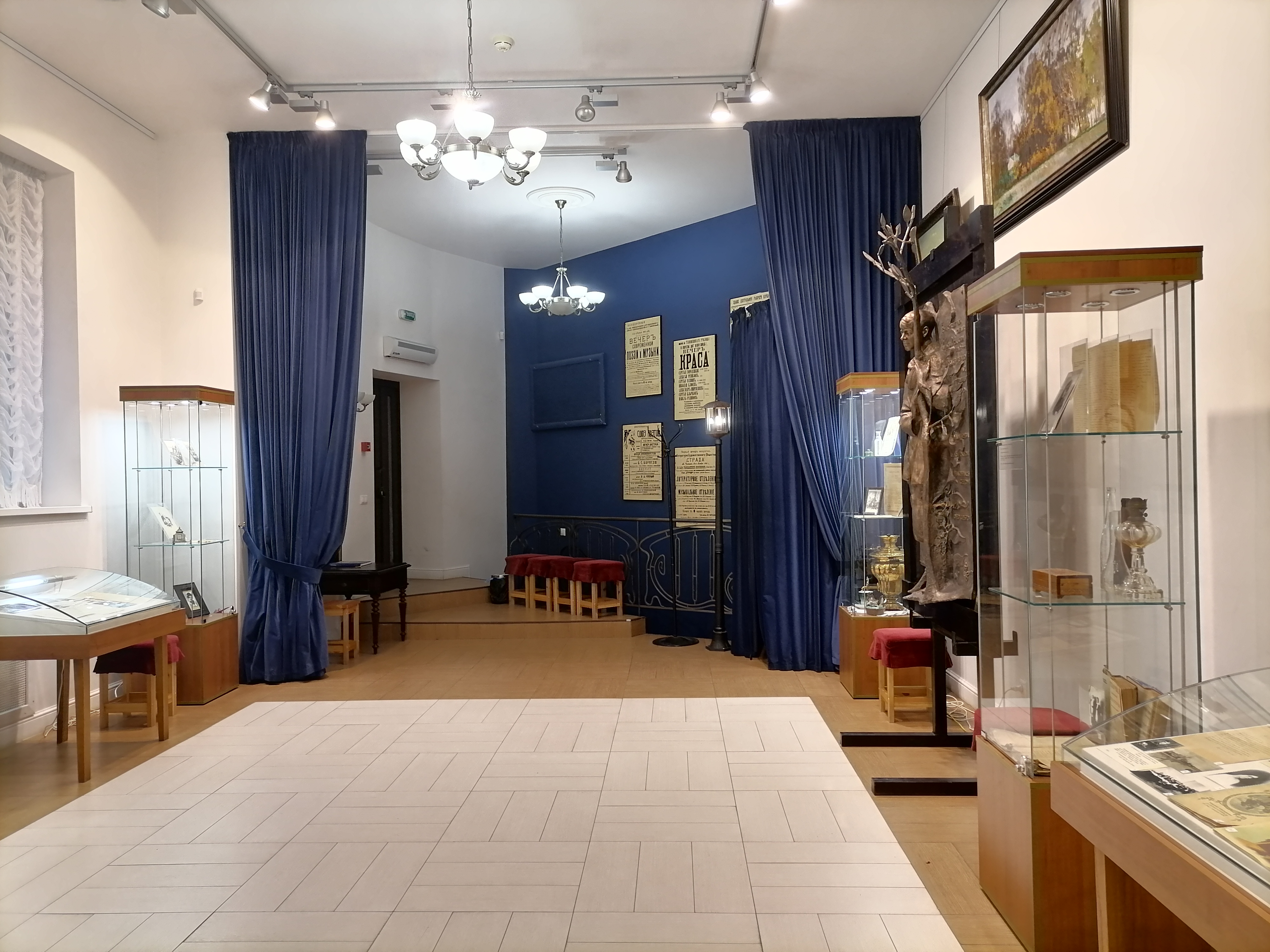
Первый зал
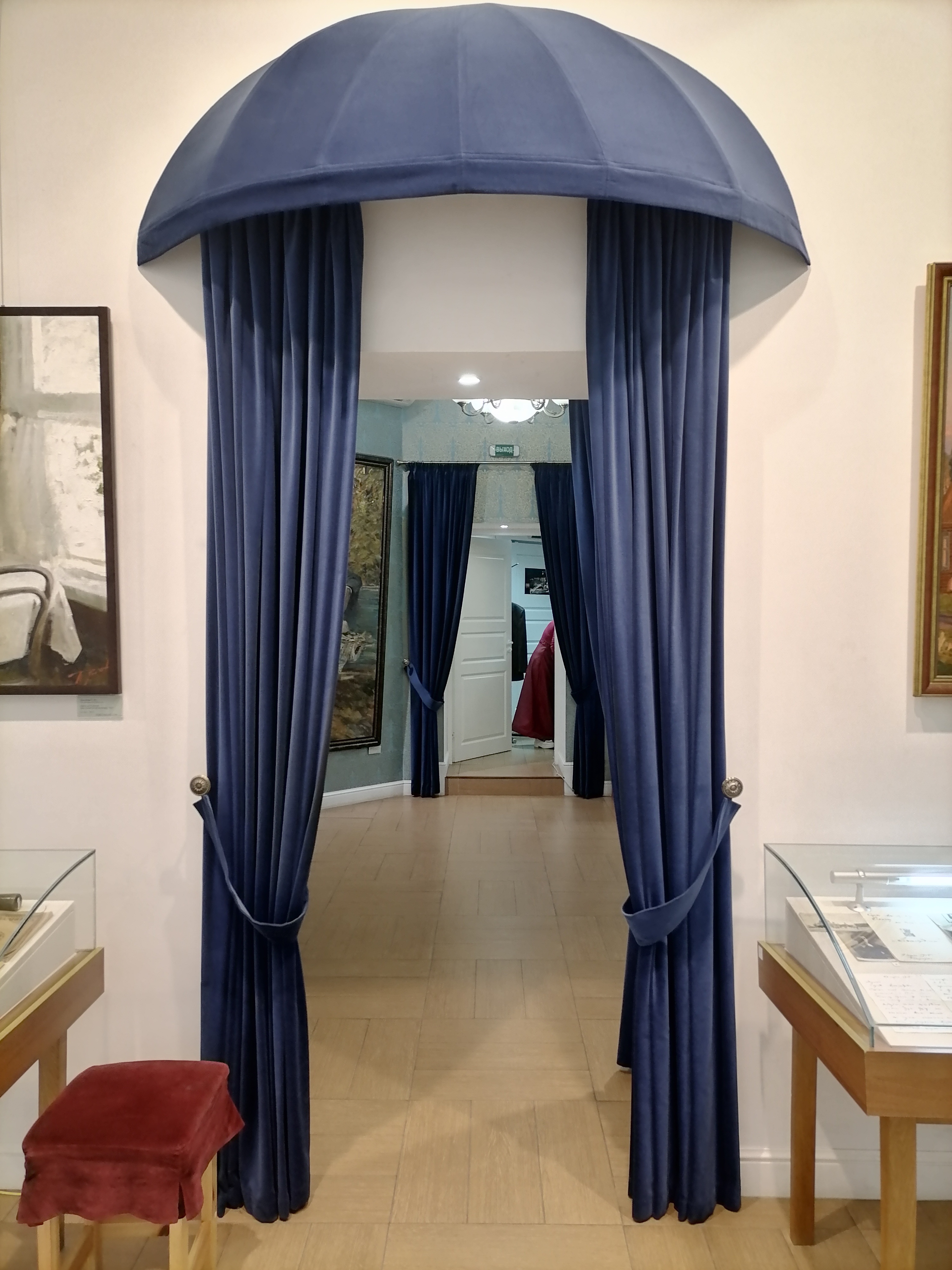
Вход во второй зал
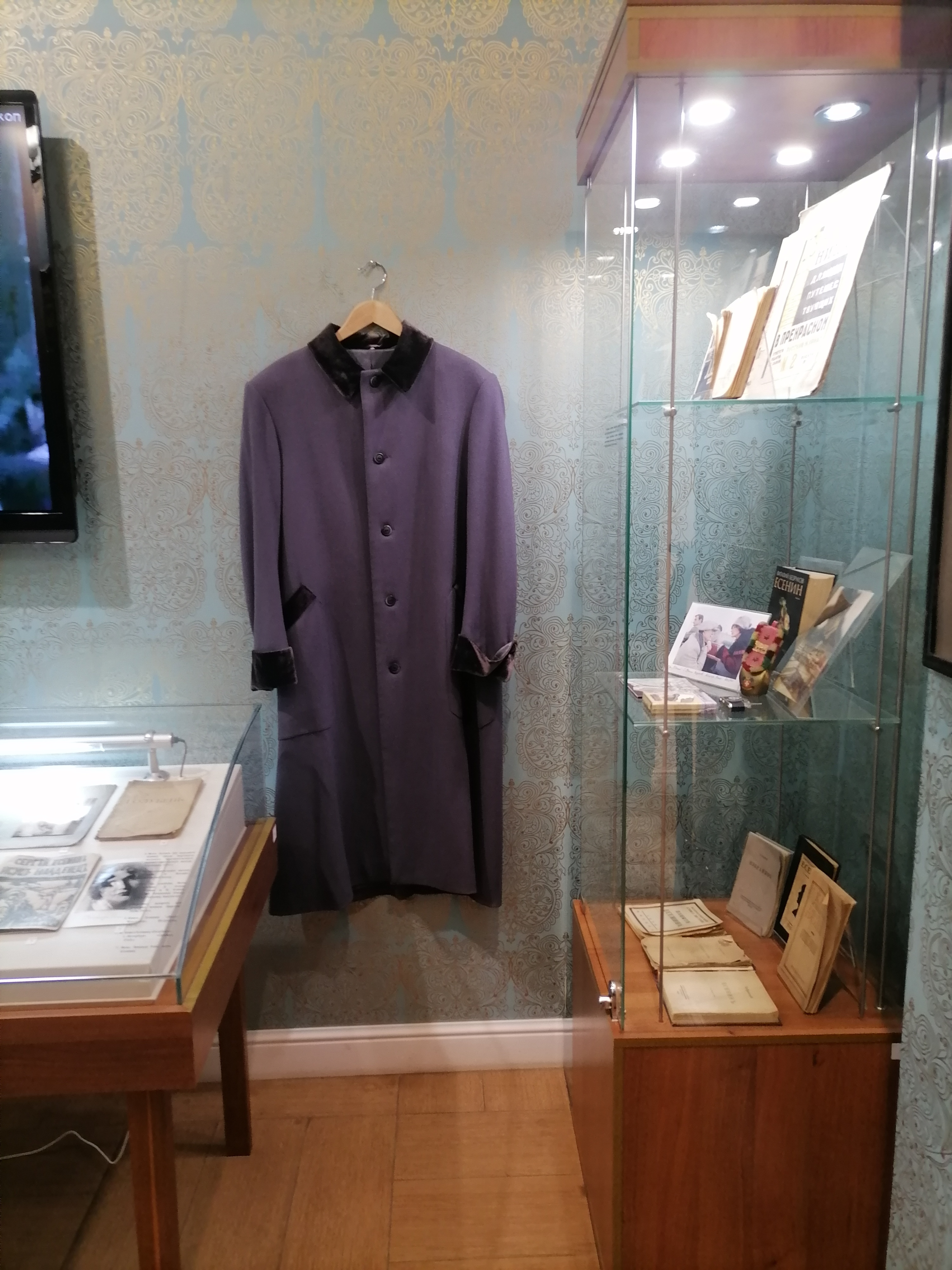
Второй зал